# Pizza-Theorem

8 Teile (n=0):
grüne Fläche (ungerade) = orange Fläche (gerade)

12 Teile (n=1):
grüne Fläche (ungerade) = orange Fläche (gerade)

Das Pizza-Theorem ist ein mathematischer Satz in der ebenen Geometrie. Er beschreibt eine Flächengleichheit, die bei einer bestimmten Zerlegung des Kreises in Teilflächen entsteht.
Legt man durch einen beliebigen inneren Punkt eines Kreises {\displaystyle 4+2n} Geraden ({\displaystyle n\in \mathbb {N} _{0}}), so dass zwei benachbarte Geraden sich jeweils in einem Winkel von {\displaystyle {\frac {360^{\circ }}{2\cdot (4+2n)}}} schneiden, dann erhält man eine Zerlegung des Kreises in {\displaystyle 2\cdot (4+2n)} Flächen. Nummeriert man diese nun im Uhrzeigersinn, so ist die Summe der Flächen mit geraden Nummern gleich der Summe der Flächen mit ungeraden Nummern.
Der Name des Theorems rührt von der Schnitttechnik her, mit der man üblicherweise eine runde Pizza in Stücke zerteilt. Setzt man das Messer statt am Mittelpunkt an irgendeinem anderen Punkt der Pizza an, so hat man genau die obige Situation.